# 白碱诺尔
白碱诺尔也称白碱淖、白碱湖，是一个位于中国内蒙古自治区阿拉善左旗与甘肃省民勤县交界处的干盐湖，系腾格里沙漠北部的风蚀洼地形成。湖面高程1281米，长11.8千米，最大宽7千米，平均宽3.56千米，面积42平方千米。盐类矿床主要是芒硝和石盐。